# حزب الرايخ الاشتراكي
حزب الرايخ الاشتراكي الألماني (بالألمانية: Sozialistische Reichspartei Deutschlands)، هي حزب سياسي ألماني، تم إنشائه سنة 1949، يعتمد على الإيدلوجية النازية في ألمانيا الغربية، انضم له نحو 10 آلاف عضو، أسسه كل من أوتو إرنست ريمر وفريتز دورلس، وفي سنة 1952 تم حظر الحزب من قبل النظام الألماني الغربي حسب القانون رقم 21 الفقرة 2، والتي نصت على عدم شرعية الحزب، وحظره وعدم إنشاء أحزاب مماثلة.

## المواقع الخارخية
- Germany's New Nazis 1951 pamphlet about the SRP and other neo-nazi groups by the Anglo-Jewish Association